# Акива бен Йосеф
Акива бен Йосеф (на иврит: עֲקִיבָא) е еврейски равин в Палестина през Римската епоха.
Роден е около 40 година в бедно семейство. С времето се утвърждава като тана и един от учените с важен принос за създаването на Мишна. Той изглежда подкрепя Въстанието на Бар Кохба и дори признава самия Симон бар Кохба за Месията.
Акива бен Йосеф е екзекутиран около 135 година от римляните.